# Democracia ateniense

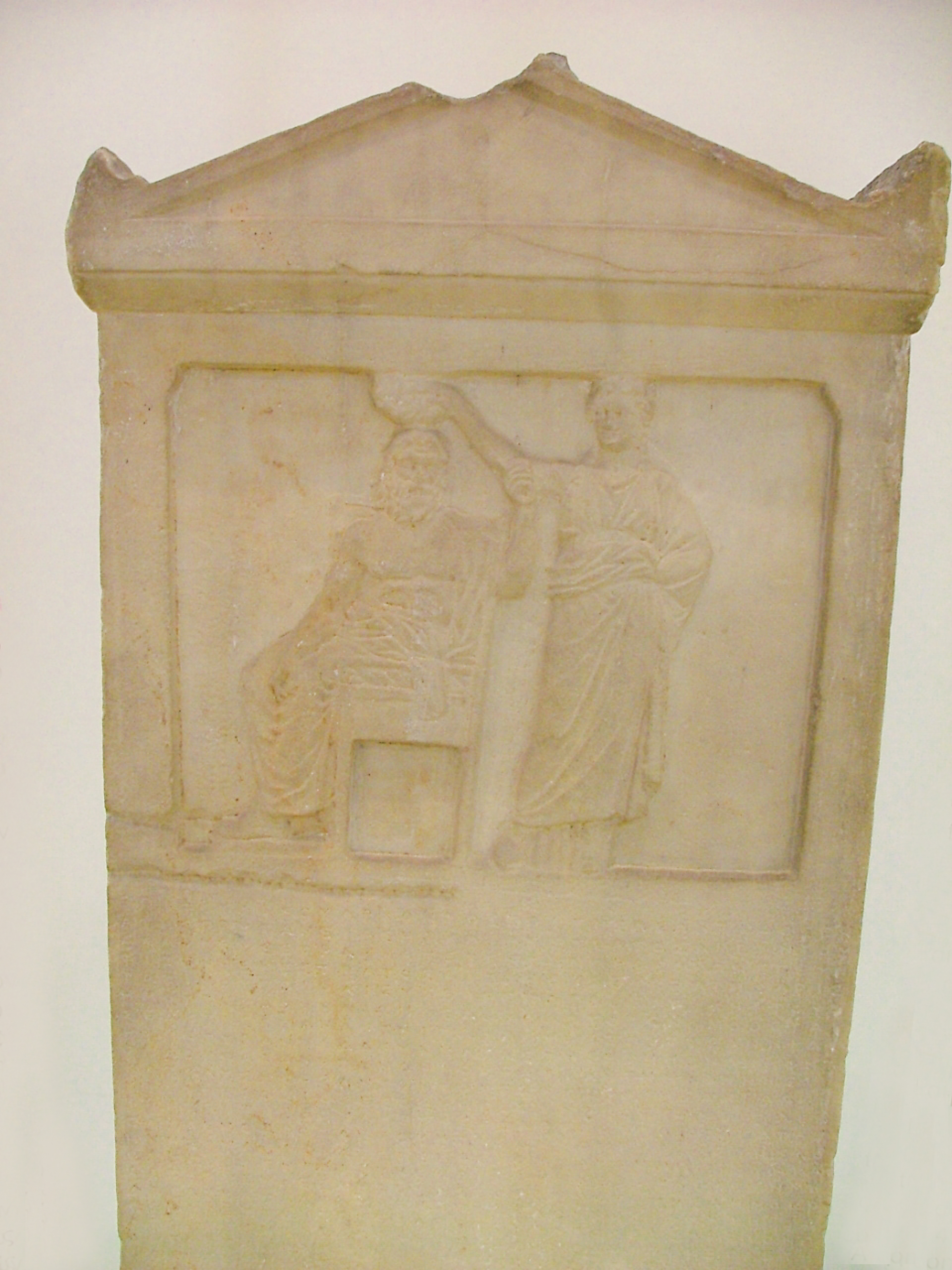
El relieve muestra la personificación del Demo coronado por la Democracia. Alrededor de 336 a. C. Museo del Ágora de Atenas

Democracia ateniense es el nombre del sistema político democrático desarrollado en la ciudad-estado (polis) griega de Atenas a partir de las reformas de Clístenes alrededor del 508 a. C. hasta la supresión de las instituciones democráticas a causa de la hegemonía macedonia en 322 a. C. El sistema timocrático establecido en Atenas por la Constitución de Solón en el año 594 a. C. se considera su antecedente.
Atenas fue una de las primeras ciudades en establecer la democracia (aunque algunas investigaciones antropológicas sugieren que, probablemente, los comportamientos democráticos fueron habituales en algunas sociedades sin estado mucho antes de la época de esplendor de Atenas). Otras ciudades griegas también establecieron democracias, pero no todas siguieron el modelo ateniense y, desde luego, ninguna fue tan poderosa ni tan estable (o bien documentada) como la de Atenas. Sigue siendo un experimento único e intrigante en la democracia directa, donde la gente no elige a representantes para votar en su nombre, sino que desarrollaban la legislación y ejercían el poder ejecutivo de manera personal. No obstante, la participación no era ni mucho menos universal, pero entre los que participaban apenas influía el poder económico, y la cantidad de gente involucrada era enorme. Además, las opiniones de los votantes estaban notablemente influidas por las sátiras políticas realizadas por los poetas cómicos en los teatros.
Solón (594 a. C.), Clístenes (509 a. C.) y Efialtes de Atenas (462 a. C.) contribuyeron al desarrollo de la democracia ateniense. Los historiadores discrepan sobre quién fue el responsable de la creación de cada una de las instituciones, y cuáles de entre ellas representó más fielmente un régimen verdaderamente democrático. Lo más habitual es tomar como referencia de inicio de la democracia a Clístenes, puesto que la constitución de Solón fue abolida y sustituida por la tiranía de Pisístrato, mientras que Efialtes revisó la constitución de Clístenes de una forma relativamente pacífica.
Sin embargo, el líder democrático más conocido y longevo fue Pericles; después de su muerte, el régimen democrático ateniense fue interrumpido dos veces por la revolución oligárquica hacia el final de la guerra del Peloponeso. El sistema democrático fue modificado ligeramente después de ser restaurado gracias a Euclides; de hecho, la mayoría de las descripciones detalladas del sistema datan de esta época y no del sistema original de Pericles. Fue suprimido por los macedonios en 322 a. C.
El politólogo David Stasavage, de la Universidad de Nueva York, considera a la democracia ateniense como un caso excepcional entre las «democracias tempranas» ya que involucró a todos los varones adultos libres. «Hubo pocas sociedades con una participación igual de amplia».

## Etimología
El término democracia proviene del griego antiguo δημοκρατία y fue acuñado en Atenas en el siglo V a. C. a partir de los vocablos δῆμος (demos, que puede traducirse como «pueblo») y κράτος (krátos, que puede traducirse como «poder» o «gobierno»). Sin embargo el significado etimológico del término es mucho más complejo. El término «demos» parece haber sido un neologismo derivado de la fusión de las palabras demiurgos (demiurgi) y geomoros (geomori). El historiador Plutarco señalaba que los geomoros y demiurgos eran, junto a los eupátridas, las tres clases en las que Teseo dividió a la población libre del Ática (adicionalmente la población estaba integrada también por los metecos, esclavos y las mujeres). Los eupátridas eran los nobles; los demiurgos eran los artesanos; y los geomoros eran los campesinos. Estos dos últimos grupos, «en creciente oposición a la nobleza, formaron el demos». Textualmente entonces, «democracia» significa «gobierno de los artesanos y campesinos», excluyendo del mismo expresamente a los ilotas (esclavos) y a los nobles.[cita requerida]

## Historia

### Antecedentes: el Estado aristocrático y las reformas de Solón
A finales del siglo VIII a. C. o principios del siglo VII a. C. la antigua monarquía ateniense fue sustituida por un Estado aristocrático en el que el poder político estaba en manos de los llamados Eupátridas ('los bien nacidos'), grandes propietarios rurales que por derecho de nacimiento (eran también, los aristoi, 'los mejores') monopolizaban el acceso al arcontado, institución compuesta por nueve magistrados, denominados arcontes, que habían asumido gran parte de las prerrogativas del antiguo rey. También eran los únicos que podían acceder al Areópago, que constituía la institución fundamental de la Atenas aristocrática porque tenía una autoridad superior a la de los arcontes y era quien los elegía. La Ekklesia, asamblea de los varones libres, solo ratificaba las decisiones del Areópago. En el año 621 a. C. se dio un paso importante en la configuración de la polis como comunidad de ciudadanos con la promulgación de las Leyes de Dracón, que puso fin a las incertidumbres del sistema jurídico anterior no escrito.
A principios del siglo VI a. C., Atenas vivió una situación de conflicto (stasis). Los historiadores todavía discuten cuáles fueron los sectores enfrentados y las razones del conflicto. Como detonante de la crisis se ha propuesto la situación opresiva que vivía una parte importante de los pequeños agricultores; el desarrollo del comercio y de las manufacturas (especialmente la de cerámica) que tuvo como consecuencia el enriquecimiento de los comerciantes y de los grandes artesanos, que disputarían el poder político a los Eupátridas que pretendían seguir monopolizándolo; los cambios en las tácticas militares que cada vez daban más importancia a la infantería (los hoplitas) frente a la caballería aristocrática.
La solución de la stasis consistió en que las partes enfrentadas eligieron un árbitro que pusiera fin a la disputa. Este fue el arconte Solón que entre los años 580 a. C. y 570 a. C. aproximadamente introdujo un conjunto de reformas que instituyeron un nuevo tipo de régimen político (oligarquía, timocracia), además de algunas reformas sociales (la más importante de las cuales fue la abolición de la esclavitud por deudas) y económicas (¿fue el introductor de la moneda, como ya se utilizaba en otras polis griegas?).
Solón clasificó a los ciudadanos atenienses (varones libres) en cuatro clases en función de sus ingresos, lo que se traducía en lo que podían aportar al ejército:
1. Pentakosiomédimnoi ('los de los quinientos medimnos'). Que formarían la élite de la caballería.
2. Hippéis ('caballeros'; 300 medimnos). Formarían el grueso de la caballería.
3. Zeugitai ('los de un par'; 200 medimnos). Infantería hoplítica.
4. Thetes. Varones libres que carecen de los suficientes recursos económicos para pagarse el armamento de hoplita.

En cuanto al régimen político Solón estableció que ya no fuera el Areópago sino la Ekklesia (de la que estaban excluidos los thetes) la que eligiera a los 9 arcontes, pero exclusivamente entre los miembros de las dos primeras clases (los zeugitai votaban pero no podían ser elegidos). Y respecto al Areópago pasó a estar constituido por los arcontes tras dejar el cargo que tenía una duración anual. Continuaba siendo la suprema autoridad de la polis, también en el ámbito judicial. Las mujeres y los extranjeros (metecos) siguieron careciendo de derechos políticos, así como los esclavos (douloi) que no tenían ningún tipo de derecho.

### Nacimiento de la democracia: las reformas de Clístenes, Efialtes y Pericles
Las reformas de Solón no impidieron que el conflicto interno volviera a reproducirse unos años después, dando lugar a la instauración de la tiranía por Pisístrato el año 546 a. C. Pisístrato, como otros tiranos griegos, ejerció el poder apoyándose en los sectores sociales populares (el demos) frente a la antigua aristocracia. Durante su gobierno la polis de Atenas se convirtió en una de la principales potencias marítimas y comerciales de Grecia. Le sucedieron sus hijos Hipias e Hiparco que continuaron la política de su padre hasta que en el año 510 a. C. la familia aristocrática de los Alcmeónidas con la ayuda de la polis de Esparta acabó con la tiranía. Sin embargo, su caída no supuso la vuelta a un Estado aristocrático u oligárquico sino que el nuevo líder de Atenas Clístenes, llevó a cabo una serie de reformas —a las que se refirió con el término isonomía: leyes iguales para todos—, que junto con las de Efialtes y de Pericles de cincuenta años después (462-458 a. C.), dieron nacimiento a un nuevo tipo de régimen político: la democracia ("el poder del demos o pueblo"). Las mujeres y los metecos («extranjeros») continuaron excluidos de la ciudadanía, así como los esclavos (se calcula que los ciudadanos de Atenas eran unos 30 000, pudiendo alcanzar en algún momento los 50 000, teniendo presente que se aprobó una ley que restringía la condición de ciudadano a los hijos varones legítimos de madres y padres atenienses).
Las cambios que introdujeron Clístenes, Efialtes y Pericles que dieron nacimiento a la democracia ateniense (que a diferencia de la democracia moderna, representativa, era una democracia directa, en la que los ciudadanos participaban personalmente en las instituciones) fueron los siguientes:
- La Ekklesia incluye también a los thetes y es la institución que decide sobre los grandes asuntos: la paz, la guerra, el ostracismo de un ciudadano. Aprueba o rechaza las leyes propuestas por la boulé y elige a los 10 estrategos, jefes militares de los regimientos que formaban el ejército ateniense y que eran los únicos cargos de la polis que podían ser reelegidos (ese fue el cargo que ocupó Pericles durante su largo gobierno). Dado el elevado número de sus miembros se reunía al aire libre en el monte Pnyx. Si el asunto a tratar no era muy importante solían asistir unos 6000 ciudadanos, que recibían como paga un dracma, el doble de lo que se les pagaba por ser miembros de los tribunales. De esta forma se pretendía hacer posible la participación de los ciudadanos más pobres. Como ha señalado David Heather, la Ekklesia «ha sido siempre considerada el núcleo y la personificación de la ciudadanía democrática de Atenas. Con su presencia, cada ciudadano tenía el derecho y la posibilidad —la responsabilidad, en realidad— de determinar la vida de la polis».
- La Boulé o Consejo de los Quinientos. Nueva institución compuesta por quinientos ciudadanos (50 por cada una de las 10 "tribus" en que quedaron agrupados los ciudadanos atenienses de los 139 distritos administrativos o demos)[20][6] elegidos por sorteo para un mandato de un año, uno de cuyos cometidos principales es la discusión previa (probouleusis) de las materias y proyectos de ley a someter a la Ekklesia. También asumió gran parte de las funciones que ejercía el Areópago, como la de juzgar a los arcontes acusados de no cumplir con las leyes de la polis. Sus miembros recibían una paga o indemnización por asistir, como sucedía por participar en la Ekklesia o en los tribunales.
- Areópago. Sigue estando integrado por ex-arcontes pero pierde la mayor parte de sus funciones que pasan a la Boulé (como la de controlar y juzgar a los arcontes). Mantiene su jurisdicción sobre los crímenes de sangre y los asuntos de derecho sagrado, exclusivamente.
- Arcontes. Los nueve arcontes ya no son elegidos por la Ekklesia sino que son designados por sorteo entre las tres primeras clases de Solón (ahora los zeugitai ya pueden acceder a esta magistratura; los thetes siguen sin poder ser elegidos). Mantienen teóricamente sus atribuciones (por ejemplo, el arconte epónimo sigue dando nombre al año), pero de facto son ejercidas por los líderes de la Ekklesia. El arconte polemarco sigue siendo el jefe nominal del ejército, pero en realidad son los 10 estrategos los que lo dirigen.
- Tribunales. Los miembros (dicaste) de los tribunales se elegían por sorteo entre una lista de seis mil ciudadanos (incluidos los thetes) mayores de treinta años que se confeccionaba cada año también por sorteo. Para cada juicio ordinario el número de miembros del tribunal era muy numeroso (201, 401, 501 o 1001 según la importancia del asunto) y todos ellos recibían una paga por día (aunque la cantidad no era muy elevada ya que solo eran tres óbolos, cuando un trabajador no cualificado podía llegar a ganar tres veces esa cantidad por un día de trabajo).

En la introducción de estas reformas tuvo una gran importancia la situación bélica que padeció Atenas (y toda la Hélade) durante la primera mitad del siglo V a. C.: las Guerras Médicas. Por ejemplo, la incorporación de los thetes a la Ekklesia tuvo mucho que ver con su nuevo papel militar como marineros y remeros de la poderosa flota ateniense de 180 trirremes mandada construir por el arconte Temístocles y que fue decisiva para vencer al Imperio persa (batalla de Salamina de 480 a. C.). Precisamente tras la derrota de los persas fue cuando Efialtes y Pericles llevaron a cabo sus reformas.
Por otro lado, Atenas logró mantener su sistema democrático gracias también a la conversión de la Liga de Delos —alianza (symmachía) de varias polis griegas encabezadas por Atenas fundada en 478 a. C. para hacer frente a los persas— en un imperio (arché) ateniense, ya que las aportaciones económicas de sus miembros (phoros), convertidas en un impuesto pagado a Atenas, se utilizaron para sufragar los subsidios a los ciudadanos  por participar en la Boulé, en los tribunales y en la Ekklesia. Asimismo sirvieron para financiar la construcción de más trirremes, y de obras públicas y de templos (entre los que destacó el Partenón) que dieron trabajo a los  atenienses más pobres.

## Ciudadanía

### Tamaño y composición de la población ateniense

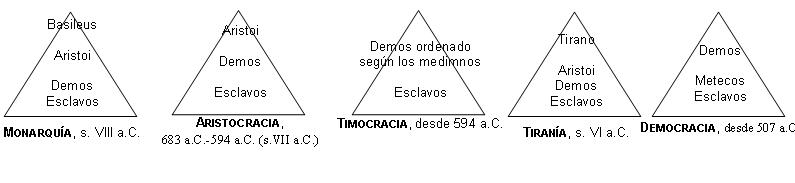
Esquema de los sistemas políticos de la Antigua Grecia.

Las estimaciones sobre la población de la antigua Atenas varían.
Durante el siglo IV a. C. en el Ática bien pudieron haber existido entre 250 000 y 300 000 personas. Las familias de los ciudadanos podrían haber ascendido a 100 000 personas y entre ellas, los varones adultos y libres que tenían derecho a votar en la Ekklesia, serían unos 30 000. A mediados del siglo V a. C. el número de varones adultos con la condición de ciudadanos pudo haber llegado a los 50 000, pero este número se redujo de manera brusca durante la guerra del Peloponeso. Esta reducción terminó siendo permanente debido a la introducción de una definición más excluyente de la condición de ciudadano. 
Es útil destacar que en el mundo de las ciudades-estado griegas, Atenas era enorme: la mayor parte de las mil ciudades griegas probablemente albergaban solamente a un promedio de 1000 a 1500 ciudadanos varones adultos. Corinto, una potencia de la época, tenía a lo sumo 15 000.
Los no ciudadanos de la población fueron divididos entre los "extranjeros" residentes (meteco) y los esclavos, estos últimos quizás algo más numerosos. Alrededor de 338 a. C. el orador Hipérides afirmó que había unos 150.000 esclavos en el Ática, aunque esta cifra no fuera probablemente más que una estimación: los esclavos excedían en número a los ciudadanos pero no en una proporción tan grande.

### Ciudadanía y derecho al voto
Solamente los hombres adultos que fueran ciudadanos y atenienses, y que hubieran terminado su entrenamiento militar como efebos, tenían derecho a votar en Atenas. Esto excluía a una mayoría de la población, a saber: esclavos, mujeres y metecos. También se rechazó a los ciudadanos cuyos derechos estuviesen en suspensión (típicamente por la atimia, consistente en no haber pagado una deuda a la ciudad); para algunos atenienses esto significaba la incapacitación permanente (e incluso hereditaria). No obstante, al contrario que en las sociedades oligárquicas, no había requisitos de posesión de riquezas o propiedades que limitaran el acceso a la ciudadanía.
A pesar del ancestral y exclusivo concepto de ciudadanía que se mantuvo en las ciudades-estado griegas, una porción relativamente grande de la población participó en el gobierno de Atenas y de otras democracias similares. En Atenas algunos ciudadanos eran mucho más activos que otros, pero el gran número de personas que se requería solo para que el sistema funcionase atestigua la enorme participación que se daba entre los que tenían derecho a ello, cantidades que exceden de lejos las de cualquier democracia de hoy en día.
Los ciudadanos atenienses debían ser descendientes legítimos de otros ciudadanos –después de las reformas de Pericles y de Cimón en 450 a. C. hijos de padre y madre ateniense, exceptuando a los niños de hombres atenienses y de mujeres extranjeras. Aunque la legislación no fuera retrospectiva, cinco años después se redujo en unos 5000 el número de ciudadanos excluidos. La ciudadanía podría asimismo ser concedida por la Asamblea y en ocasiones fue otorgada a grandes grupos de gente (a Platea, en el 427 a. C.; a los samios, en el 405 a. C.). Pero a partir del siglo IV a. C., solamente se podía otorgar de forma individual y mediante una votación especial con un cuórum de 6000. Generalmente era una recompensa por un cierto servicio al Estado. En el transcurso de un siglo el número de condiciones de ciudadanía otorgadas se podía estimar en cientos más que en miles.

### Participación ciudadana
Las instituciones atenienses están incompletas sin la figura que administraba el sistema, el Ho boulomenos, que significa “cualquier persona que lo desee”. Esta expresión denotaba el derecho de los ciudadanos de tomar la iniciativa: para hablar en la Asamblea, para iniciar un juicio público (que pudiera afectar a toda la comunidad política), para proponer una ley ante los legisladores o para proponer sugerencias al Consejo. Al contrario que los funcionarios, el ciudadano iniciador no era examinado antes de acceder al cargo ni tenía que rendir cuentas después de finalizar –a fin de cuentas no tenía ningún cargo que defender y su propuesta podía durar solamente un momento.
El grado de participación de los ciudadanos oscilaba enormemente, desde no hacer prácticamente nada hasta algo similar a una ocupación a tiempo completo. Pero incluso para el ciudadano más activo, la base formal de su actividad política era la invitación que todos tenían a participar (cada ciudadano libre, ateniense y varón) resumida por la frase “cualquiera que lo desee”. Había entonces tres funciones básicas: los funcionarios organizaban y llevaban a cabo los protocolos administrativos; el Ho boulomenos era el iniciador y el ponente; y finalmente la gente, reunida en la Asamblea o en un tribunal, tomaba las decisiones, entre sí o no, o entre las alternativas en cada caso.

## Cargos públicos: los magistrados
La administración estaba en las manos de los magistrados, algo más de un millar cada año. Eran seleccionados mayoritariamente por sorteo, aunque unos pocos (los más prestigiosos) eran elegidos por votación. Nada de esto era obligatorio; los individuos tenían que postularse para ser elegidos por ambos métodos. Generalmente el poder que tenían estos funcionarios no iba más allá de la administración rutinaria y limitada. Particularmente, los seleccionados por sorteo eran ciudadanos que no tenían ninguna habilidad ni conocimiento en particular. Esto era casi inevitable puesto que, con la excepción notable de los generales (strategoi), cada funcionario podía ejercer su cargo solamente una vez en la vida. Era algo inherente al sistema democrático, que perseguía la implicación y no la profesionalización. En la versión del régimen del siglo V a. C., los diez generales electos anualmente solían ser ciudadanos muy prominentes, pero los que realmente tenían poder eran los que pronunciaban discursos de forma frecuente y eran respetados por la Asamblea, y no los que desempeñaban un cargo. Mientras que los ciudadanos que votaban en la asamblea eran individuos que estaban libres de examen o castigo, esos mismos ciudadanos, cuando ocupaban un cargo servían a la gente, y podrían ser castigados severamente. Todos estaban expuestos a una revisión previa que podía inhabilitarlos para el cargo y un examen posterior tras su salida. Los funcionarios eran los “empleados” de la gente, no sus representantes.
Los ciudadanos que ocupaban un cargo participaban en la democracia en un modo absolutamente distinto de cuando votaban en la asamblea o pertenecían a un jurado. La asamblea y los tribunales eran considerados como una instancia de la población de Atenas: eran simplemente la gente; ningún poder estaba sobre ellos y no debían rendir cuentas, ni podían ser acusados o castigados. Sin embargo, cuando un ateniense desempeñaba un cargo de funcionario, era visto como un “servidor” de la ciudadanía. Como tal, podría ser recriminado por no hacer las cosas como debía y ser castigado. Había dos métodos de seleccionar a los funcionarios, por sorteo o por elección. Unos 1100 ciudadanos (incluyendo el Consejo de los Quinientos) desempeñaban un cargo como magistrados cada año y de éstos, alrededor de 100 eran electos por votación.

### Cargos seleccionados por sorteo (asignación)

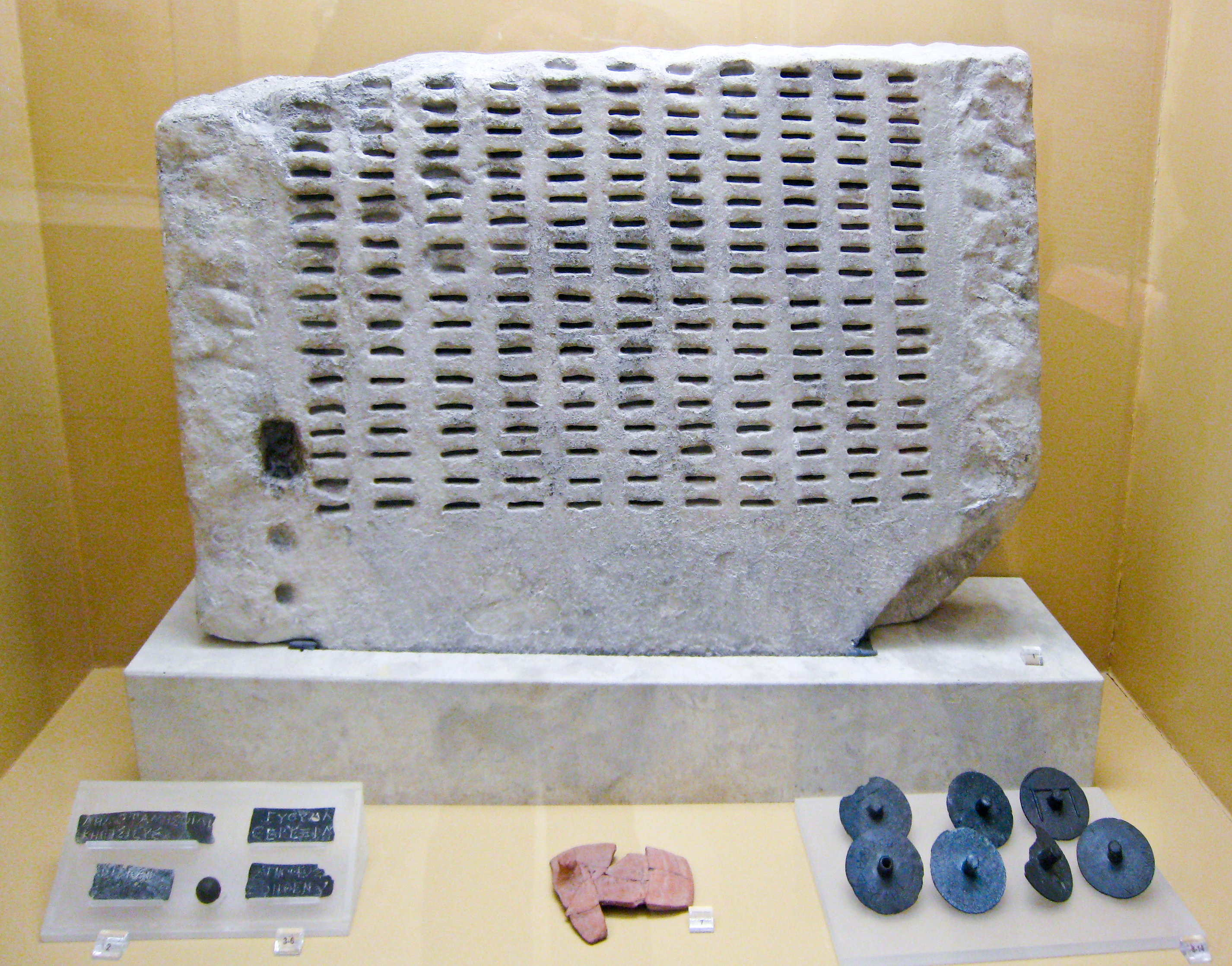
Estela de piedra y chapas metálicas usadas en Atenas para la asignación por sorteo de los puestos del Consejo de los Quinientos.

La elección por sorteo era lo más habitual ya que era vista como lo más democrático: las elecciones favorecerían a los más ricos, elocuentes y famosos, mientras que el sorteo repartía el trabajo de la administración entre toda la ciudadanía, integrándolos dentro de la experiencia democrática que, en palabras de Aristóteles, suponía “gobernar y ser gobernado por turnos” (Política 1317b28-30). La asignación por sorteo de un cargo a un individuo estaba basada simplemente en su condición de ciudadano, y no en su mérito o cualquier forma de popularidad que pudiera ser comprada. Este método fue considerado un medio para prevenir la compra corrupta de votos y dar a los ciudadanos una igualdad política total, ya que todos tenían la misma probabilidad de obtener un cargo gubernamental.
La asignación aleatoria de una responsabilidad a un individuo que puede o no ser competente tiene riesgos obvios, pero el sistema incluía algunos mecanismos para evitar estos posibles problemas. Los atenienses seleccionados por sorteo desarrollaban su labor como equipos. En un grupo lo más habitual es que alguien conozca la manera correcta de hacer las cosas, y los que no lo sepan pueden aprender de los que saben. Durante el tiempo que dura el desempeño de un cargo particular, cada miembro del equipo está observando a todos los demás. Más que la incompetencia, parece ser que a los atenienses lo que más les preocupaba era la tendencia a utilizar el cargo como una forma de acumular poderes.
Las competencias de los funcionarios fueron delimitadas de forma exacta y su capacidad de iniciativa era limitada. Administraban las sanciones penales, ningún funcionario podría imponer una multa superior a cincuenta dracmas. Cualquier multa mayor tenía que ir a un tribunal.

### Cargos electos (por votación)
Aproximadamente cien funcionarios de un total de un millar eran electos mediante votación. Había dos tipos: los que debían manejar grandes cantidades de dinero, y los 10 generales, los strategoi. Una razón por la que se elegía a los funcionarios encargados de las finanzas era que cualquier desfalco se podría recuperar de su patrimonio; la elección de hecho favorecía fuertemente a los ricos, ya que la riqueza era de facto un requisito ineludible.
En cuanto a los generales, su elección no solo se debía a que eran necesarios unos conocimientos específicos, sino también a que debían ser preferiblemente gente con experiencia y contactos en el mundo griego donde tenían lugar la mayoría de las guerras. En el siglo V a. C., y según lo que se conoce a través de la figura de Pericles, los generales solían estar entre la gente más influyente de las polis. Pero incluso en el caso de Pericles, es incorrecto vincular su poder a su larga trayectoria como general a lo largo de los años (junto con otros nueve). Su cargo era más bien resultado de la enorme influencia que tenía. Esa influencia estaba basada en su relación con la Ekklesía, una relación que en primera instancia reside simplemente en la posibilidad de que cualquier ciudadano pudiera levantarse y hablar. Durante el siglo IV a. C., los papeles de general y de portavoz político en la Asamblea tendieron a ser desempeñados por distintas personas. En parte esto fue consecuencia de las técnicas de guerra cada vez más especializadas llevadas a cabo en el período posterior.
Los cargos electos estaban también sometidos a revisión antes de ostentar el cargo y al escrutinio tras la salida. Y podían ser destituidos en cualquier momento en una reunión de la Asamblea. Por ejemplo, en el siglo V a. C., los 10 tesoreros de la Liga de Delos (los hellenotamiai) fueron acusados de malversación de fondos. Uno por uno, fueron enjuiciados, condenados y ejecutados, antes del juicio del décimo de ellos, en el cual se descubrió un error de contabilidad que los exculpaba a todos. Este último tesorero fue puesto en libertad (Antifonte 5.69-70).
Otro aspecto interesante de la democracia ateniense consiste en que la ley no permitía proponer ni votar decisiones sobre la guerra a los ciudadanos que tenían propiedades cerca de los muros de la ciudad -sobre la base de que tenían un interés personal en el resultado de tales guerras-, porque una práctica habitual de cualquier ejército invasor consistía en aquel entonces en destruir todo lo que estuviera fuera de los muros. 
El desprecio de los atenienses de época clásica por aquellos que no participaran en política ha quedado reflejado en el insulto moderno “idiota", procedente de ἰδιώτης, término que originariamente aludía a aquella persona que no se involucraba en la política sino que sólo se dedicaba a los asuntos particulares (τὰ ἴδια). En su discurso fúnebre, Pericles dijo: «No es que consideremos al que no participa en estos asuntos como poco ambicioso, sino como inútil.»

## Instituciones

Diagrama que representa el sistema político de la Antigua Atenas, según la descripción de Aristóteles en su obra la Constitución de los atenienses.

Había tres organismos políticos donde los ciudadanos participaban en número que sobrepasaba los cientos e incluso los miles. Se trata de la Ekklesia (en algunos casos con un cuórum de 6000), el Consejo de los 500 (Boulé) y los tribunales (mínimo de 200 personas, pero en algunas ocasiones hasta 6000). A mediados del siglo IV a. C. las funciones judiciales de la Ekklesia fueron reducidas en gran parte, aunque guardó siempre un papel relevante en el inicio de ciertos tipos de juicios políticos.

### Ekklesia
Los acontecimientos centrales de la democracia ateniense eran las reuniones de la Ekklesía. Al contrario que en un Parlamento, los miembros no eran elegidos, sino que eran ciudadanos que podían asistir cuando quisieran. La democracia creada en Atenas era directa, no representativa como las actuales: cualquier varón adulto que fuera ciudadano, mayor de 20 años y libre  podía participar, y era un deber hacerlo. Los funcionarios de la democracia estaban en parte elegidos por la Asamblea y en parte por sorteo.
La Ekklesía tenía cuatro funciones principales:
- llevar a cabo las órdenes ejecutivas (decretos, tales como la decisión de ir a la guerra o la concesión de ciudadanía a un extranjero)
- elegir a algunos funcionarios
- legislar
- juzgar delitos y crímenes políticos.

A medida que evolucionó el sistema, la última función pasó a manos de los tribunales de justicia. La forma normal consistía en que algunos oradores, que solían representar a grupos de opinión, hacían discursos a favor y otros en contra del asunto seguidos por una votación. En el siglo V apenas estaba limitado el poder de la asamblea. Si la asamblea infringía la ley, la única cosa que podía pasar es que se sancionara a los que habían hecho la propuesta en cuestión.
Como era costumbre en las democracias antiguas, cada individuo tenía que acudir físicamente a una reunión para votar. El servicio militar o simplemente la distancia impedían el ejercicio de la ciudadanía. La votación se solía hacer a mano alzada (cheirŏtonĭa, “brazo levantado”) y los funcionarios “juzgaban” el resultado a simple vista. Dados los miles de personas que asistían, contar cada votación era imposible. Para algunos tipos de votaciones era necesario un cuórum de 6000 personas. En estas ocasiones se usaban las bolas de colores, blanco para el sí y negro para el no. Probablemente, al final de la sesión, cada votante introducía una de estas bolas en una gran tinaja de arcilla que se rompía posteriormente para efectuar el recuento de las bolas.
En el siglo V a. C., había 10 reuniones anuales fijas de la asamblea, una en cada una de los diez meses del año establecidos por el calendario ático, además de otras reuniones adicionales convocadas según lo necesario. En el siglo siguiente las reuniones aumentaron hasta la cifra de cuarenta anuales, cuatro cada mes (una de ellas era considerada la principal, la kyria ekklesia). Además podían convocarse reuniones adicionales, especialmente hasta 355 a. C., cuando los juicios políticos pasaron a ser responsabilidad de los tribunales. Las reuniones de la asamblea no se sucedían a intervalos fijos, ya que había que evitar las festividades anuales que caían de forma diferente en cada uno de los doce meses lunares. Había también una tendencia a que las cuatro reuniones se agruparan hacia el final de cada mes del calendario ático.
En el siglo V a. C., los esclavos públicos formaban un cordón con una cuerda teñida de rojo con la que obligaban a los ciudadanos del Ágora a acudir al lugar de reunión de la Asamblea (Pnyx), estableciendo una multa para los que tuviesen su ropa manchada del teñido rojo de la cuerda. Sin embargo, esto no es equiparable a los sistemas de coerción y votación obligatoria de algunas democracias modernas. Era más bien una medida para conseguir reunir de manera inmediata el cuórum requerido. Tras la restauración de la democracia en el 403 a. C., se introdujo por primera vez el pago por la asistencia a la Asamblea. Por este motivo apareció un gran entusiasmo en acudir a las reuniones de la asamblea. Solo los primeros 6.000 ciudadanos que llegasen serían admitidos y pagados. La cuerda roja se usaría entonces para mantener fuera a los rezagados.

### Bouléo Consejo de los 500
Estaba compuesto por cincuenta miembros de cada una de las diez tribus áticas. Entre sus funciones estaban establecer el orden del día de la Ekklesia, evaluar a todos los posibles magistrados antes de que estos asumieran el cargo y atribuir pensiones a ciudadanos necesitados. La Boulé también supervisaba las actividades de otros magistrados que realizaban las funciones administrativas de Atenas. Se ocupaban de asuntos navales, de inspeccionar edificios públicos y de examinar a los caballos y los jinetes. También tuvieron funciones judiciales pero a partir del siglo IV a. C. esas funciones ya no eran ejercidas por la Boulé sino por los tribunales. 
Cada mes los cincuenta miembros de una de las tribus ejercían la pritanía, que era la comisión permanente de la Boulé (había diez meses en el calendario civil de Ática). El epístata —funcionario electo por sorteo para un solo día de entre los miembros de la pritanía que presidía aquel mes— presidía la reunión de ese día de la Boulé y, en su caso, la reunión de la Asamblea, si la hubiere. Cada ciudadano solo podía ser miembro de la Boulé dos veces en su vida.

### Tribunales (dikasteria)
Atenas tenía un elaborado sistema legal centrado en la dikasteria de la Heliea. La palabra deriva de dikastas (δικασταί, ὀμωμοκότες = los que juraban, es decir, los jurados), también llamado heliasta. Estos tribunales se elegían por sorteo de entre un grupo de 6000 ciudadanos anualmente, conocidos como Heliea. Para ser elegible como miembro del jurado, un individuo necesitaba tener 30 años de edad y estar en plena posesión del derecho de ciudadano (véase atimia). El límite de edad, era el mismo que para los funcionarios pero diez años mayor que la requerida para la participación en la Ekklesia, dio a los tribunales cierto prestigio sobre esta. Este hecho se sumaba a que los miembros de los jurados estaban bajo juramento, lo cual no era un requisito para los asistentes a la Ekklesia. Sin embargo, la autoridad ejercida por los tribunales tenía la misma base que la de esta: ambos eran considerados como la expresión directa de la voluntad de la gente. Al contrario que los funcionarios (magistrados), que podían ser acusados y procesados por mala conducta, los miembros del jurado no podrían ser censurados. Una consecuencia de esto era que, al menos en palabras de algunos miembros del jurado, si un tribunal había tomado una decisión injusta, debía haber sido porque un litigante los había engañado.
Esencialmente había dos tipos de juicios, los privados (diké), y los públicos (graphe). Para las demandas privadas el tamaño mínimo del jurado era de 201 miembros (aunque podía ser aumentado a 401 si había de por medio una suma mayor de 1000 dracmas). Para los juicios públicos este número ascendía a 501 miembros. Estos jurados eran elegidos por sorteo de entre un grupo de 600, que eran precisamente los pertenecientes a cada una de las diez tribus de Atenas, habiendo 6000 potenciales miembros de un jurado disponibles en total. Para los juicios públicos particularmente importantes, el jurado podría ser aumentado en grupos adicionales de 500 individuos. En más de una ocasión hubo jurados de 1000 e incluso 1500 miembros. La primera vez que un nuevo tipo de litigio se llevaba al tribunal (véase grafé paranomon), los 6000 miembros del jurado en su totalidad eran asignados al juicio.
Los casos eran expuestos por los propios litigantes como un intercambio de discursos limitados en el tiempo mediante un reloj de agua. Primero el demandante, luego el acusado. En un juicio público cada uno de los litigantes disponía de tres horas para hablar. En los privados se daba mucho menos tiempo (aunque iba en proporción a la cantidad de dinero en juego). Las decisiones se tomaban votando, sin que hubiera un límite de tiempo para la deliberación. Sin embargo, nada prohibía a los miembros del jurado hablar de forma informal entre ellos durante el procedimiento de votación e incluso podían expresar públicamente su desaprobación y gritar y criticar los argumentos de los litigantes. Este hecho pudo haber facilitado los consensos debido a la presión a la que se sometía a las minorías. El jurado podría emitir solamente un voto de “sí” o “no” en cuanto a la culpabilidad del demandado. En los juicios privados solamente las víctimas o sus familiares podían acusar, mientras que en los públicos cualquier ciudadano podía iniciar un proceso puesto que este tipo de juicios se consideraba que afectaban a la comunidad en su conjunto.
La justicia era rápida: un caso no podía durar más de un día. Algunas sentencias implicaban una pena automática e inmediata, y no había derecho a recurso. Sin embargo había un mecanismo para implicar a los testigos de un querellante que hubiese ganado un juicio, que aparentemente podría anular el veredicto anterior.
El pago a los miembros de jurados fue introducido alrededor del 462 a. C. y se atribuye a Pericles, una política descrita por Aristóteles como fundamental para la democracia. Este sueldo fue incrementado de 2 a 3 óbolos por Cleón al inicio de la guerra del Peloponeso y así permanecería (véase guerra arquidámica); sin embargo no se conoce la cantidad originalmente propuesta por Pericles. Esta medida se introdujo más de cincuenta años antes de que se pagara también a los que acudían a las reuniones de la Ekklesia. El funcionamiento de los tribunales era uno de los mayores gastos del Estado ateniense y hubo momentos de crisis financiera en el siglo IV a. C. en que algunos juicios, al menos los privados, tuvieron que ser suspendidos.
El sistema mostraba un marcado antiprofesionalismo. Ningún juez presidía los tribunales ni tampoco había ninguna persona que tuviera la última palabra tras escuchar al jurado. Los magistrados a cargo de los tribunales tenían solamente una función administrativa y, en cualquier caso, tampoco eran expertos (de hecho, la mayor parte de las magistraturas anuales en Atenas se podían llevar a cabo solamente una vez en la vida). No había abogados como tal, sino que los litigantes actuaban por su propia cuenta. Cualquier profesional allí tendía a ocultarse; por ejemplo, era posible pagar los servicios de un escritor de discursos (logográfo) pero no se notificaba ante el tribunal, e incluso cuando había litigantes famosos por participar activamente en la política como oradores, hacían una cierta demostración de carecer de soltura.
Estos tribunales suponían un segundo escalón entre los lugares donde se podía ejercer la expresión de la soberanía popular: igual que en Ekklesia, los ciudadanos que actuaban como miembros del jurado eran inmunes al control o el castigo (cuando los oradores se dirigían al jurado, esta alusión podía referirse a cualquier acto cometido en general por “los atenienses”, por ejemplo las batallas que tuvieron lugar muchos años atrás, incluso antes de que cualquiera de los presentes hubiese nacido, o decisiones llevadas a cabo por otros jurados anteriores cuyos miembros evidentemente no coincidían en ningún caso). Sin embargo, los miembros del jurado debían tener una edad mínima de 30 años y estaban bajo juramento. Desde una perspectiva ateniense, donde los jóvenes se consideraban demasiado impetuosos y la edad demostraba sabiduría, sumado al hecho de que era necesario un juramento, los jurados adquirieron más peso moral que los ciudadanos que asistían a la Asamblea.

### Equilibrio de poder entre la asamblea y los tribunales
A medida que el sistema se fue desarrollando, los tribunales (que no eran más que otra forma de ejercer la soberanía de los ciudadanos) se impusieron sobre el poder de la Ekklesia. A partir del 355 a. C., los juicios políticos tuvieron lugar únicamente en los tribunales. En el 416 a. C. se introdujo la Graphe Paranomon (“apelación contra las medidas contrarias a la ley”). Bajo este nuevo supuesto, cualquier decisión que tomara la Ekklesia, o incluso cualquier propuesta no votada aún, podía ser suspendida para ser revisada por un jurado -que tenía derecho a anularla y en su caso castigar al ponente-. Cabe destacar que una medida que era bloqueada antes de ser votada por la Ekklesia, no necesitaba volver a ella si finalmente era ratificada por el tribunal, lo cual era suficiente para validarla.
En el siglo V a. C. no había diferencia entre un decreto ejecutivo y una ley: ambos eran propuestos y aprobados por la Ekklesia. Pero a partir del 403 a. C. se separaron notablemente. En adelante las leyes fueron elaboradas no en la Ekklesia, sino por grupos especiales de 1000 ciudadanos elegidos de entre los 6000 que formaban los tribunales anualmente. Eran conocidos como los nomotetas (nomothetai), los legisladores. De nuevo cabe recalcar que esto no era similar a una comisión legislativa que se reúne para redactar el borrador de una ley y discutir los pros y los contras, sino que el formato es el de un juicio, votando sí o no después de una serie de discursos.

## Fin de la democracia griega
Durante la democracia, Atenas vivió su mayor esplendor. Sin embargo, la democracia tuvo que superar dolorosas pruebas. Las dos ciudades estado más grandes de Grecia, Esparta y Atenas, se declararon en guerra. Atenas se había aliado a una cierta cantidad de ciudades del Mar Egeo, que tenían que pagarle tributo (Liga de Delos). Esparta usó esto como pretexto y declaró la guerra, más tarde Atenas quedó sitiada. La peste asoló Atenas, y entre los muchos muertos, estuvo Pericles.
No obstante, incluso después del fin de la guerra del Peloponeso y la derrota de Atenas, la democracia ateniense perduró hasta 322 a. C., año en el que la supremacía macedonia acabó con las instituciones democráticas.
Tras el final de la democracia ateniense, la democracia directa es muy rara, pero hoy se considera que es muy difícil de implantar en poblaciones más grandes porque exige mucho tiempo para gobernarse y deja poco para trabajar. Sin embargo todavía puede verse en poblaciones pequeñas, como en España, en la que hay municipios con Concejo abierto.

## Legado
A mediados de siglo XIX, el término democracia fue recuperado por el pensamiento político occidental como un modo ideal de organización del Estado y la sociedad. En esta valoración fue muy importante el ejemplo histórico de la democracia ateniense y, en igual medida, de la República romana. En el siglo XX, la democracia se estableció como un valor, en especial después de la Segunda Guerra Mundial, numerosos estados afirmaron ser democráticos, aún si estaban regidos por un monarca o bajo un régimen totalitario. Sin embargo, este no fue el caso durante los siglos anteriores tras la desaparición de la democracia ateniense; en efecto, pocos pensadores la consideraron una buena forma de gobierno. El juicio sobre ella durante la Baja Antigüedad, el Medioevo y el Antiguo Régimen se modeló sobre las críticas de Platón y Aristóteles, quienes la consideraban un gobierno de los más pobres y menos hábiles, contra los ricos y los sabios: una "tiranía colectiva" a la cual se calificó como demagogia y oclocracia. "Hasta bien entrado el siglo XVIII, la democracia fue constantemente condenada". Aunque hubo elementos democráticos en los sistemas posteriores, por ejemplo en la República Romana o en las comunas medievales, el concepto de autogobierno de los ciudadanos estuvo ausente o fue restringido a una porción de la sociedad.
La República romana, por su parte, se basaba en la idea de la comunidad política organizada bajo el imperio de la ley pública, que garantiza la libertad. Al igual que en Atenas, el pueblo es el referente básico de la organización política, pero en la constitución romana tiene un lugar diferente de aquel que le otorgaba la democracia ateniense. El término República no se refiere a la soberanía popular, sino al sistema en su conjunto bajo la autoridad de los magistrados; en efecto tanto las asambleas populares como el Senado solo pueden reunirse a iniciativa de un magistrado con potestad para convocarlos, pero a la vez es necesario el consentimiento de ambos para resolver los asuntos de la República. Por ello Cicerón contrapone a la República romana con la democracia griega en la cual, señala: 

«...todos los asuntos públicos se llevan a cabo a través de la irresponsabilidad de una reunión pública. Y así, para pasar por alto la Grecia moderna que hace mucho tiempo ha sido derribada y humillada en sus consejos, la Grecia de la antigüedad, una vez tan floreciente en su riqueza, dominio y gloria, cayó a través de este único mal, la libertad excesiva y la licencia de sus reuniones.»
Cicerón Pro Flacco 7,16

Por lo tanto, la tradición de la democracia ateniense no fue la inspiración principal de los ilustrados y revolucionarios del siglo XVIII. El ejemplo clásico para los radicales ingleses, así como para los revolucionarios estadounidenses y franceses, era la República Romana de Cicerón antes que la Atenas de Pericles. Los Padres Fundadores y los Convencionales establecieron sendos Senados y gustaron de presentarse como herederos de la tradición romana previa al Imperio. Solamente Rousseau defendió la democracia como un sistema político deseable, y la asoció a la soberanía popular.
El ejemplo de Atenas en el pensamiento político del siglo XIX tuvo que ver más con el aspecto cultural y social, los pensadores alemanes, y más tarde los ingleses y franceses, admiraron el elevado nivel cultural que, creían, tenían los antiguos atenienses; para ellos la democracia era indisociable de una mejora en la educación; por lo que la fuerza de la democracia ateniense residía en la paideia griega. Al respecto George Grote afirmó en su Historia de Grecia (1846-1856) que "la democracia ateniense no era ni la tiranía de los pobres ni el gobierno de la multitud". Esta concepción está en la base de la idea, difundida desde mediados del siglo XX, de que la democracia no es una mera forma de gobierno, sino el mejor sistema político para una sociedad igualitaria.